# 3113 Chizhevskij
3113 Chizhevskij este un asteroid din centura principală, descoperit pe 1 septembrie 1978 de Nikolai Cernîh.